# 中堀工法
中堀工法（なかぼりこうほう）は杭工法の一種。中掘工法とも表記する。アースオーガー等を用い、既製杭の中空部を掘削しながら杭自重、圧入または打撃を加え、杭を沈設させる工法。径500mm以上の杭に多く使用される。
沈設後の杭の支持力を増大するため、支持層に1～1.5m打ち込むか、支持層中にセメントミルクを注入して杭と一体化するなどの対策がとられる。

## 使用杭径
- PHC杭・SC杭…φ450～1200mm
- 鋼管杭…φ300～1200mm

## 深さ限界
- PHC杭・SC杭…60m
- 鋼管杭…70m

## 長所・欠点
1. 低騒音・低振動工法であり公害防止に役立つ。
2. 杭がケーシング代わりとなる為、崩壊し易い地盤でも杭の周辺地盤を緩める事が少なく長尺杭にも適用できる。また、支持力が大きい。
3. 掘削安定液を使用せず、施工能率が良い為、経済性に優れている。
4. 施工管理が容易で、長尺杭の施工に適しており信頼性が高い。
5. 排土が少ない為、残土処理費が少なく、二次公害が無い。
6. 杭頭部の装置が複雑になる。
7. 一般に施工速度が遅く、排土処理に手間が掛かる。